# August Philipp (Schleswig-Holstein-Sonderburg-Beck)

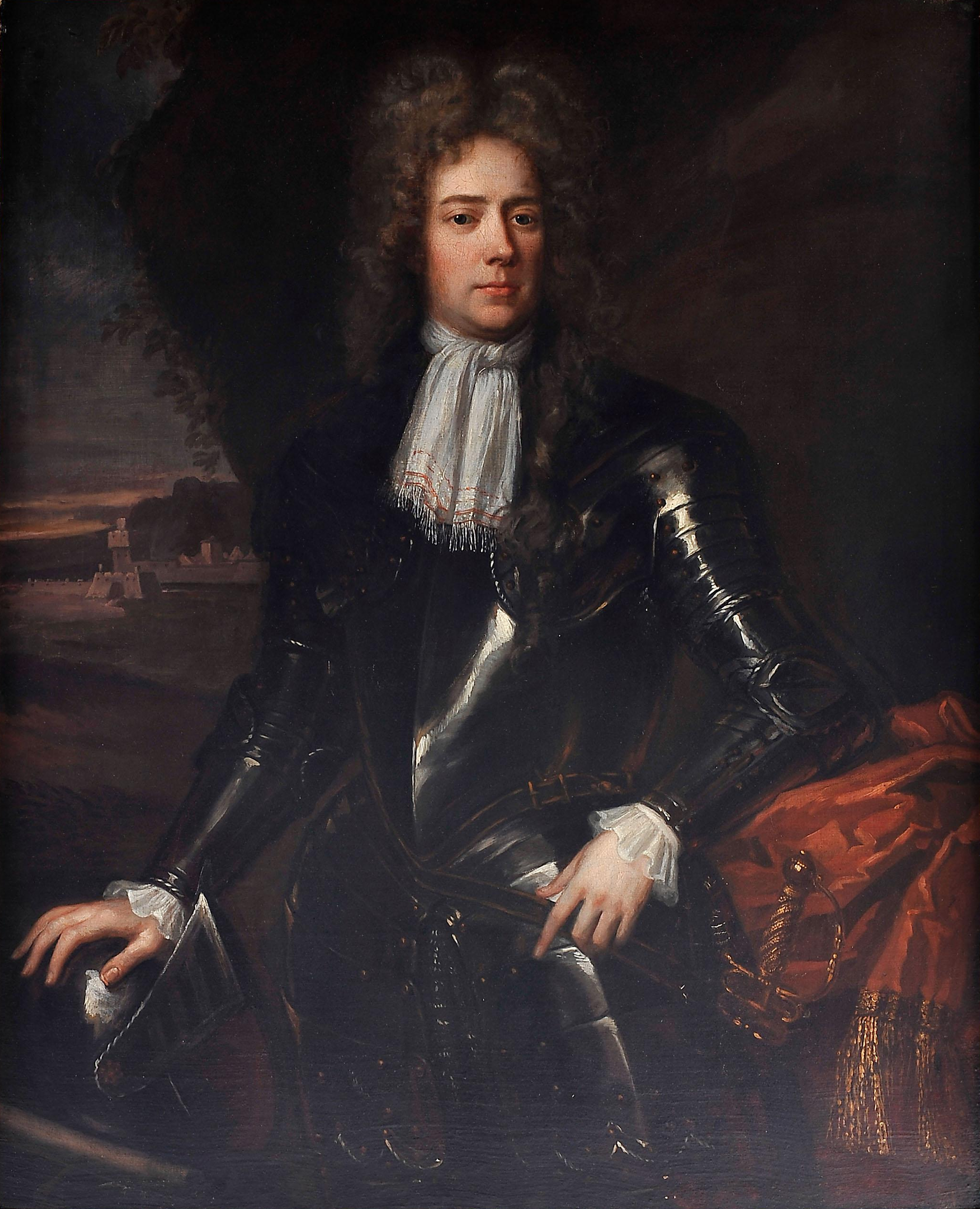
August Philipp von Schleswig-Holstein-Sonderburg-Beck

August Philipp von Schleswig-Holstein-Sonderburg-Beck (* 11. November 1612 in Sønderborg; † 6. Mai 1675 in Beck (Ulenburg)) war Herzog von Schleswig-Holstein-Sonderburg-Beck. Sein Familienzweig des Hauses Schleswig-Holstein-Sonderburg benannte sich nach dem in der Nähe von Löhne liegenden Haus Beck (heute: Stadt Löhne).

## Familie
Seine Eltern waren Herzog Alexander von Schleswig-Holstein-Sonderburg (1573–1627) und Dorothea von Schwarzburg-Sondershausen (1579–1639). Er war ihr fünfter Sohn.
Herzog Alexander starb 1627 in Sonderburg und hinterließ ein hoch verschuldetes Herzogtum. In seinem Testament hatte er festgelegt, dass seine Frau zuerst das Herzogtum übernehmen sollte, um die Schulden zu bezahlen, und dass der älteste Sohn, Hans Christian, das gesamte Herzogtum erben sollte, aber zuerst unverheiratet bleiben. Die verwitwete Herzogin Dorothea leitete in den folgenden Kriegsjahren das Herzogtum, konnte aber die Schulden nicht bezahlen, die im Gegenteil immer größer wurden. Sie stimmte daher zu, dass die Brüder 17. Dezember 1633 einen Erbvertrag eingingen, wonach Hans Christian gegen Zahlung einer beträchtlichen jährlichen Summe an seine Mutter und seine Geschwister das Herzogtum übernahm.
Nach dem Erbvertrag 1633 trennte sich August Philipp von Dänemark und reiste im Alter von 21 Jahren nach Deutschland, wo er als Offizier Karriere machte. 1646 kaufte er von seiner Schwester Sophie Katharina das Haus Beck (Löhne-Ulenburg) in der Nähe der Stadt Löhne in Westfalen, das sie von ihrem Bruder Johann Christian bei der Hochzeit mit dem Grafen Anton Günther von Oldenburg und Delmenhorst als Mitgift erhalten hatte. Haus Beck war das Elternhaus August Philips, und hier lebte er auch die letzten 29 Jahre seines Lebens und nannte sich fortan Herzog von Schleswig-Holstein-Sonderburg-Beck. Er starb am 6. Mai 1675 im Haus Beck.

## Ehen und Nachkommen
August Philipp war dreimal verheiratet. Seine erste Frau heiratete er am 15. Januar 1645. Sie war Clara von Oldenburg (19. April 1606 – 19. Januar 1647), Tochter von Graf Anton II. von Delmenhorst. Die Ehe blieb kinderlos.
Seine zweite Frau Sidonia von Oldenburg (10. Juni 1611 – 1650) war die Schwester der Ersten. Sie heiratete er im Juni 1649. Zuvor war sie Äbtissin von Stift Herford (1640–1649) gewesen. Sie starb kurz nach der Geburt ihrer Tochter:
- Sophie Luise (15. April 1650 – 6. Dezember 1714) ⚭ Friedrich, Graf zur Lippe-Brake (10. Juli 1638 – 13. Januar 1684)

Seine dritte Frau wurde am 12. April 1651 Marie Sibylle von Nassau-Saarbrücken (6. Oktober 1628 – 9. April 1699), eine Tochter von Graf Wilhelm Ludwig von Nassau-Saarbrücken. Aus dieser Ehe stammen folgende Kinder:
- August (13. Februar 1652 – 26. September 1689 in Bonn, starb an der Ruhr) Brandenburger Generalmajor ⚭ Hedwig Louise, Gräfin zur Lippe-Alverdissen (6. Mai 1650 – 1731), Tochter von Philipp I.
- Friedrich Ludwig (1653–1728) ⚭ Luise Charlotte, Herzogin von Schleswig-Holstein-Sonderburg-Augustenburg (1658–1740)
- Dorothea Amalia (1656 – November 1739) ⚭ Philipp Ernst, Graf zur Lippe-Alverdissen (20. Dezember 1659 – 27. November 1723), Sohn von Philipp I.
- Sofie Elisabeth (1658–1724)
- Sophie Eleonore (22. Juli 1658 auf Gut Beck, Ulenburg – 3. Mai 1744 in Rastede)
- Wilhelmine Augusta (* 11. April 1659 – als Kind)
- Luise Clara (1662 – September 1729 als Nonne in Rinteln)
- Maximilian Wilhelm (6. Mai 1664 – Februar 1692 in Berlin)
- Anton Günther (10. Mai 1666 – 1. September 1744 in Bar-le-Duc), Holländischer General, Gouverneur von Lille (Rijsel) und Ieper (Ypern), ab 1733 von ’s-Hertogenbosch
- Ernst Kasimir (10. Januar 1668 – 5. März 1695 in Zetnek [Ungarn]) ⚭ Maria Christine, Freiin von Prösing zum Stein († 8. März 1696)
- Karl Gustav (*/† 16. Februar 1672)